# Zdeněk Kepák
Zdeněk Kepák (24. prosince 1937 Brno – 28. července 2022) byl československý hráč ledního hokeje.

## Klubové statistiky
| Sezona     | Klub                 | Soutěž     | Základní část | Základní část | Základní část | Základní část | Základní část | Play off | Play off | Play off | Play off | Play off |
| Sezona     | Klub                 | Soutěž     | Z             | G             | A             | B             | TM            | Z        | G        | A        | B        | TM       |
| ---------- | -------------------- | ---------- | ------------- | ------------- | ------------- | ------------- | ------------- | -------- | -------- | -------- | -------- | -------- |
| 1955–56    | Spartak Královo Pole | TCH        | 12            | 6             | 0             | 6             | —             | —        | —        | —        | —        | —        |
| 1956–57    | Spartak Královo Pole | TCH        | 10            | 2             | 0             | 2             | —             | —        | —        | —        | —        | —        |
| 1957–58    | Dukla Jihlava        | TCH        | 21            | 13            | 0             | 13            | —             | —        | —        | —        | —        | —        |
| 1958–59    | Dukla Jihlava        | TCH        | 22            | 8             | 0             | 8             | —             | —        | —        | —        | —        | —        |
| 1959–60    | Dukla Jihlava        | TCH        | 22            | 7             | 0             | 7             | —             | —        | —        | —        | —        | —        |
| 1960–61    | Dukla Jihlava        | TCH        | 27            | 16            | 0             | 16            | —             | —        | —        | —        | —        | —        |
| 1961–62    | Rudá hvězda Brno     | TCH        | 15            | 8             | 9             | 17            | —             | —        | —        | —        | —        | —        |
| 1962–63    | TJ ZKL Brno          | TCH        | 30            | 8             | 20            | 28            | —             | —        | —        | —        | —        | —        |
| 1963–64    | TJ ZKL Brno          | TCH        | 28            | 15            | 16            | 31            | —             | —        | —        | —        | —        | —        |
| 1964–65    | TJ ZKL Brno          | TCH        | 30            | 15            | 17            | 32            | —             | —        | —        | —        | —        | —        |
| 1965–66    | TJ ZKL Brno          | TCH        | 36            | 20            | 10            | 30            | —             | —        | —        | —        | —        | —        |
| 1966–67    | TJ ZKL Brno          | TCH        | 33            | 9             | 5             | 14            | —             | —        | —        | —        | —        | —        |
| 1967–68    | TJ ZKL Brno          | TCH        | 34            | 19            | 18            | 37            | —             | —        | —        | —        | —        | —        |
| 1968–69    | TJ ZKL Brno          | TCH        | 34            | 10            | 13            | 23            | —             | —        | —        | —        | —        | —        |
| 1969–70    | TJ ZKL Brno          | TCH        | 36            | 16            | 5             | 21            | —             | —        | —        | —        | —        | —        |
| 1970–71    | TJ ZKL Brno          | TCH        | 40            | 5             | 13            | 18            | —             | —        | —        | —        | —        | —        |
| 1971–72    | TJ Gottwaldov        | TCH        | 34            | 10            | 7             | 17            | —             | —        | —        | —        | —        | —        |
| TCH celkem | TCH celkem           | TCH celkem | 464           | 187           | 133           | 320           | —             | —        | —        | —        | —        | —        |

### Reprezentační statistiky
| Rok  | Tým            | Událost | Z | G | A | B | TM |
| ---- | -------------- | ------- | - | - | - | - | -- |
| 1961 | Československo | MS      | 0 | 0 | 0 | 0 | 0  |
| 1965 | Československo | MS      | 6 | 0 | 3 | 3 | 0  |